# Vladimir Conduraru
 Vladimir Conduraru (Kondurar) ( n. 22 august 1911, Mîndreștii Noi, Sîngerei - mai 1990, Dnepropetrovsk, Ucraina) a fost un matematician  și astronom sovietic și ucrainean român, originar din Basarabia.

## Biografie
A absolvit facultatea de mecanică și matematică a Universității Lomonosov din Moscova
în anul 1934. A lucrat la catedra de teorie a funcțiilor a Universității din Ecaterinoslav (Dnepropetrovsk), Ucraina, la Institutul de ingineri feroviari din același oraș, la Institutul industrial din Novocerkassk și la Institutul energetic din Ivanovo. Participant la războiul al doilea mondial. Rănit la Balaton. Doctor în fizică și matematică (1964), profesor (1965). Decorat cu două ordine "Slava".

## Creație științifică
Se referă la problema mișcării a doi elipsoizi sub acțiunea atracției Newtoniene, mișcarea de translație-rotație a sferoizilor și sateliților artificiali sub acțiunea atracției, acțiunea figurii Lunii asupra mișcării acesteia, problema limitată generalizată a celor trei corpuri. A fost îndrumat de academicianul Gheorghii Nicolaevici Duboșin, a creat o școală de specialiști în mecanica cerească: Gamarnik, Froițkaia, Șinkarik, ș.a. A publicat peste 60 de lucrări științifice.

## Foto
- Conduraru în tinerețe
- Conduraru la lecție